# مونتبريزون (فرنسا)
مونتبريسون؛ ( النطق الفرنسي ) هي كومونا ومقاطعة فرعية لإقليم لوار في وسط فرنسا.
كانت مونتبريزون العاصمة التاريخية لمقاطعة فورز، واليوم هي المدينة الرئيسية لمقاطعة فورز.
أخذت البلدية اسمها من بلو تشيز فورم دي مونتبرزون، والذي كان كذلك في المنطقة منذ قرون. نالت لقب التحكم في تحديد المنشأ عام 1972.

## التاريخ
تأسست المقاطعة في المنطقة حول قلاع الملوك قي منطقة فورز، ومنها أصبحت منتبريزون لاحقا العاصمة. ويرجع أول مرجع مدون للبلدة إلى تاريخ 870.
تحصنت البلدة عقب هجوم الجيش الانجليزي في بداية حرب المئة سنة. خلال فترة الحروب الدينية، كما أسرت بلدة منتبريزون ونهبت من قبل قوات البروتستانت فرانسيوس دي بيمونت عام 1562، ومع رمي حاجز الموقع العسكري ونتوءه الموضع من قبل المهاجمين.
وقد تأسس دير الزيارة عام 1643 عندما كان هناك مجاعة قاسية، فقد عانت المدينة لعدد من الأشحة بالإضافة إلى تفشي الطاعون خلال الفترة بين 1648-1653. وقد تأسس دير الأوغسطينية عام 1654, يتبعها المستشفى وإيواء الفقراء عام 1659. وتم إغلاق دير الأورسيلينية عام 1851.

### التواريخ المهمة
- 1892 - إعدام رافاشول، عرف بفوضويته
- 1909 - وصول الطاقة الكهربائية للمدينة
- 1940 - (يونيو) احتلال منطقة فورز من قبل الجنود الألمان، وكان هذا بسقوطها في المنطقة الحرة. انسحبت القوات في بداية يوليو.
- 1944 - (أغسطس) تحرير منتوبرزون
- 1954 - بناء مصنع معالجة المياه.
- 1968 - البث التلفزيوني Jacquou le Croquant
- 1972 - نالت الجبنة المحلية Fourme de Montbrison جائزة Appellation d'Origine Contrôlée

## المدن المتوأمة
مونتبريوزن متوأمة مع:
- Sežana، سلوفينيا
- Eichstätt, ألمانيا

## شخصيات
- كريستوف أجو (1969–) ، مصور
- بيير بوليز (1925-2016) ، ملحن وقائد الاوركسترا
- Guillaume Cizeron (1994) ice dancer بطل العالم ثلاث مرات (2015-2016-2018) وبطل أوروبا أربعة مرات (2015-2018)
- Philippe Delaye (1975-) لاعب كرة قدم
- Estienne Du Tronchet (1510-1580) كاتب
- Victor de Laprade (1812-1882) شاعر
- Mickey 3D مجموعة البوب
- Sarah Mikovski مغنية ومؤلفة أغاني
- Marie-Anne Pierette Paulze (1758–1836) زوجة أنتوين Lavoisier
- Michael Portier، Bishop of Mobile ألاباما
- Ravachol فوضوي
- Muriel Robin (1955) ممثلة
- Yves Triantafyllos (1948–) لاعب كرة القدم